# غواصة يو-110
كانت الغواصة يو-110 واحدة من 329 غواصة خدمت في البحرية الإمبراطورية الألمانية خلال الحرب العالمية الأولى.